# Chorisoneura vitrifera
Chorisoneura vitrifera es una especie de cucaracha del género Chorisoneura, familia Ectobiidae. Fue descrita científicamente por Walker en 1868.
Habita en Surinam, Guyana, Guayana Francesa y Brasil.